# ریمو
ریمو (نام علمی: Dacrydium cupressinum) نام یک گونه از division بازدانگان است.